# Andreas Brehme
Andreas "Andy" Brehme (født 9. november 1960 i Hamburg, død 20. februar 2024) var en tysk fodboldspiller, der i perioden 1984-1994 spillede 86 landskampe og scorede 8 mål for det vesttyske/tyske landshold. På klubplan var han i 10 år (i flere omgange) knyttet til 1. FC Kaiserslautern, hvor han også sluttede sin aktive karriere i 1998. Han blev klubbens træner i 2000 og to år frem. Brehme har også spillet for Bayern München, Inter og Real Zaragoza.
For Vesttysklands landshold var Brehme med til at vinde guld ved VM i 1990 i Italien. I finalen mod Argentina blev han matchvinder med en scoring på straffespark fem minutter før tid. Han scorede fladt uden chance for argentinernes målmand Sergio Goycochea. Han var også med til at vinde sølv ved VM i 1986 i Mexico og EM i 1992 i Sverige.

## Titler
Bundesligaen
- 1987 med Bayern München
- 1998 med Kaiserslautern

DFB-Pokal
- 1996 med Kaiserslautern

DFL-Supercup
- 1987 med Bayern München

Serie A
- 1989 med Inter

Supercoppa Italiana
- 1989 med Inter

UEFA Cup
- 1991 med Inter

VM
- 1990 med Vesttyskland